# Сулеймановы горы
Сулейма́новы го́ры (пушту د سليمان غر da Sulaimān Ğar‎, урду کوه سليمان‎ — горы Сулайман) — горная система в Южной Азии.

## География
Сулеймановы горы расположены в пакистанской провинции Белуджистан и в афганской провинции — Забуль. Этот регион расположен между Иранским нагорьем и Индийским субконтинентом, к востоку от пустыни Деште-Лут и к западу от реки Инд. К северу от Сулеймановых гор расположена горная система Гиндукуш. Самая высокая вершина гор находится в Белуджистане — Тахти-Сулайман, 3487 метров. Сулеймановы горы, и высокое плато на западе и юго-западе от них, помогают сформировать естественный барьер против влажных ветров, которые дуют с Индийского океана, создавая засушливый климат на юге Афганистана. Относительно плоская и низменная Дельта Инда расположена к востоку от гор.